# Stapelfeldtstraße

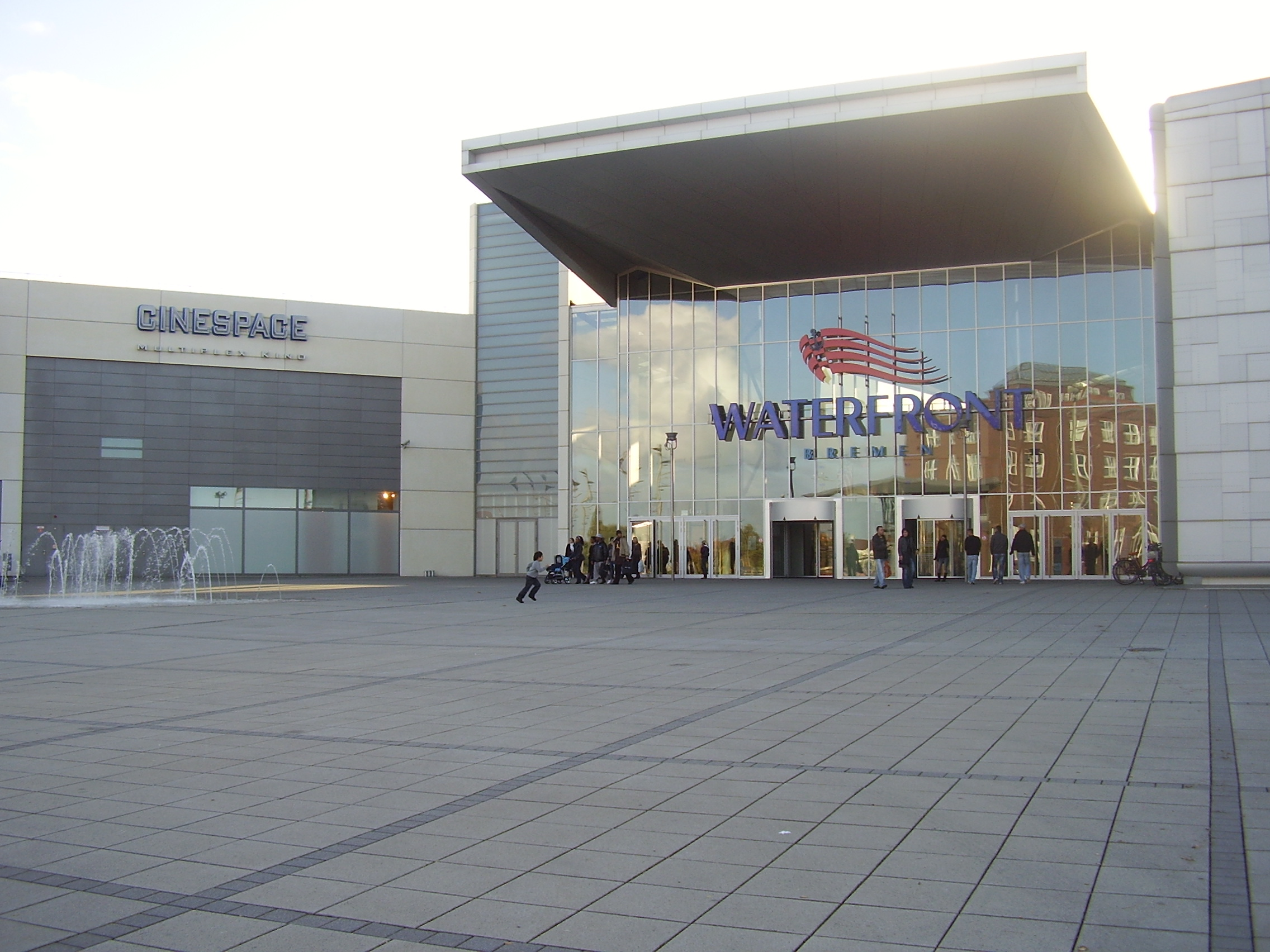
Waterfront Bremen

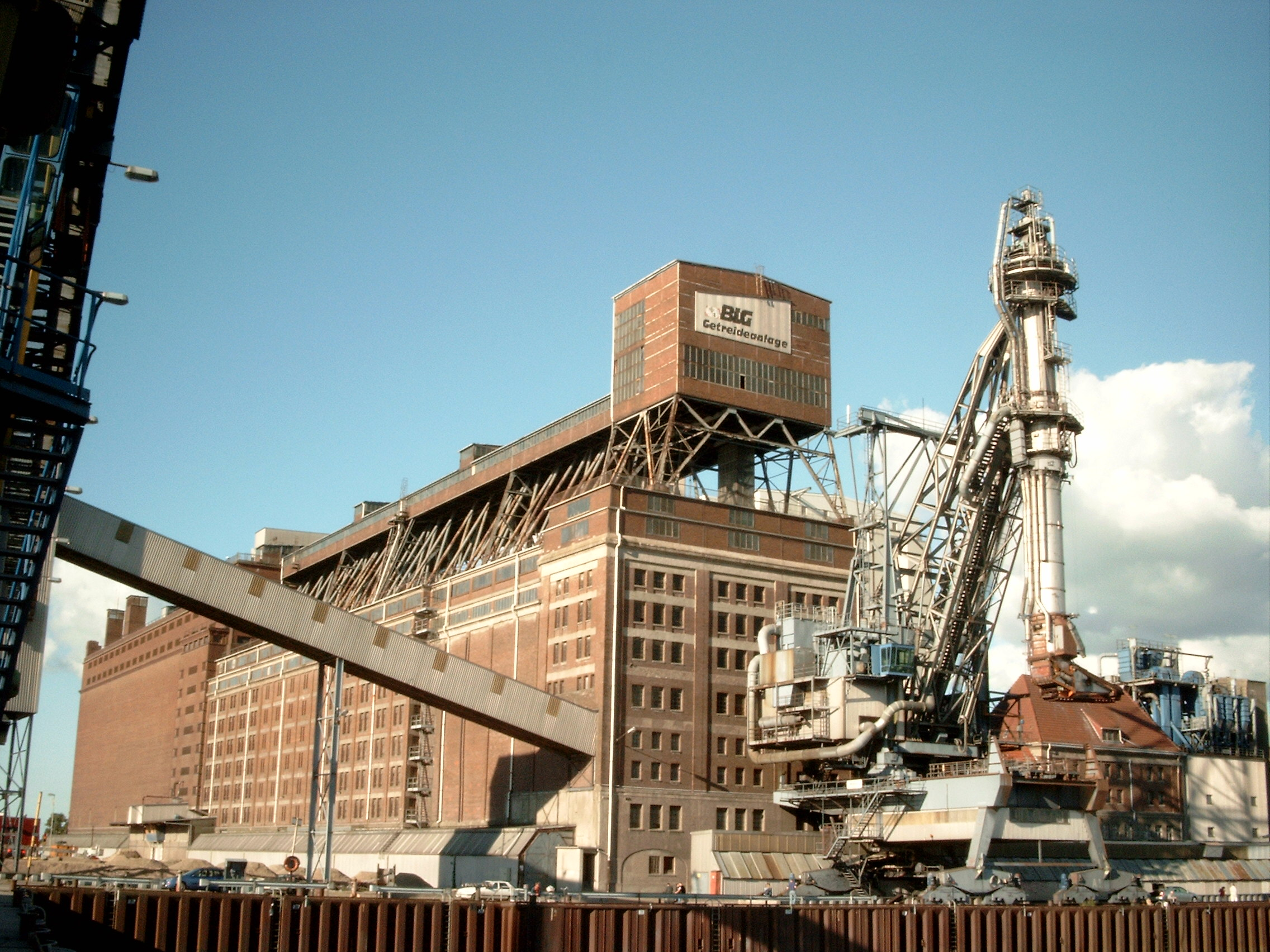
Getreideverkehrsanlage

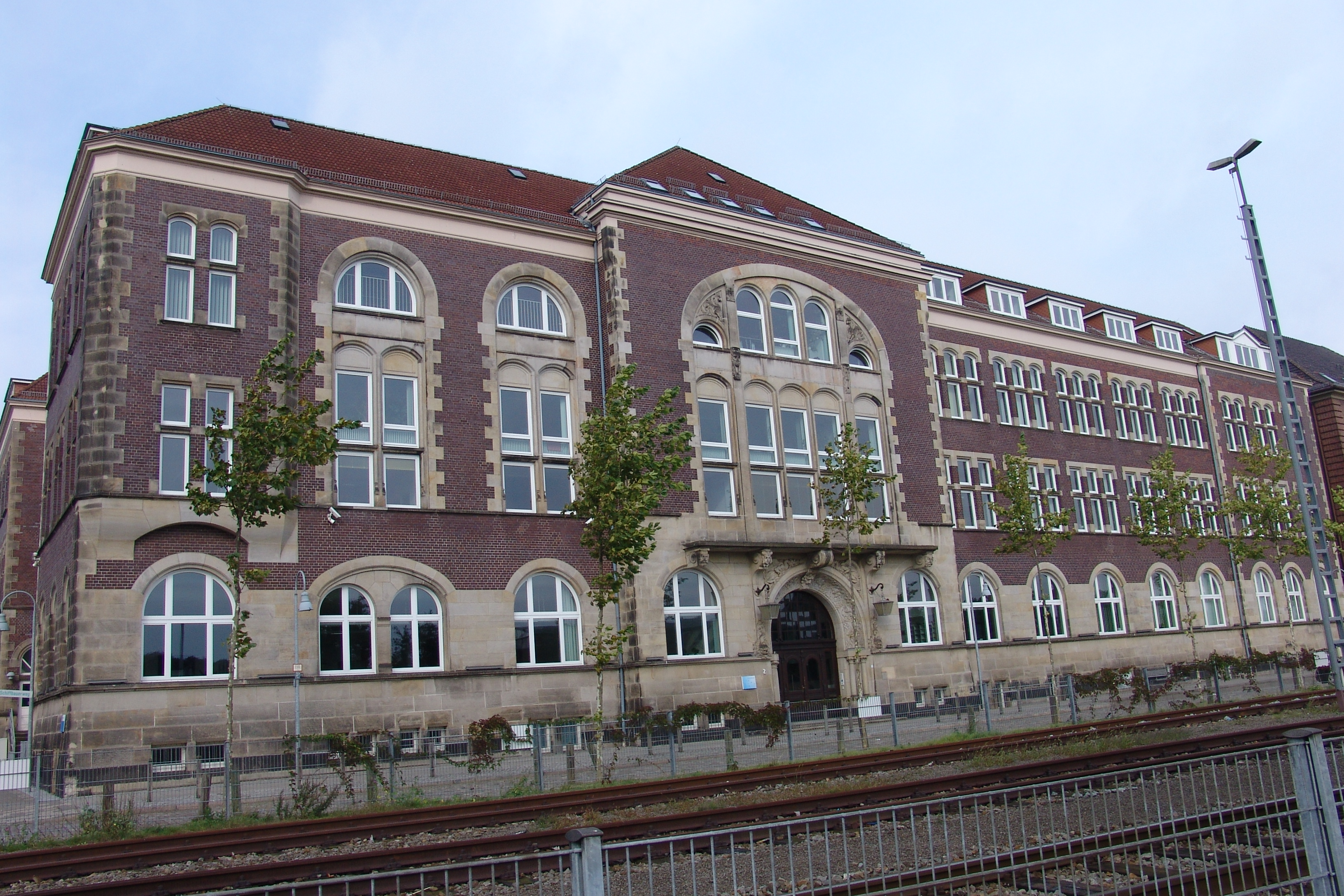
Ehem. Verwaltungsgebäude der AG Weser

Die Stapelfeldtstraße ist eine zentrale Durchgangsstraße in Bremen, Stadtteil Gröpelingen, Ortsteil Lindenhof. Sie führt in Süd-Nord-Richtung von der Werftstraße bis zur Straße Beim Industriehafen.
Die Querstraßen und Anschlussstraßen wurden benannt u. a. als Werftstraße nach der früheren (bis 1983) Werft AG Weser, Gustav-Böhrnsen-Straße 2003 nach dem Politiker (SPD), Mitglied der Bremischen Bürgerschaft und Widerstandskämpfer (1914–1998), Goosestraße nach den Gänsen (ndt. Goose), die hier wohl früher ausgetrieben wurden, Ludwig-Plate-Straße nach dem Wasserbauingenieur und Oberbaudirektor (1883–1967), Liegnitzstraße nach der Stadt in Schlesien, Havemannstraße nach der Familie, die mehrere Eltermänner in Bremen stellten, Debstedter Straße nach dem kleinen Dorf nördlich von Bremen; ansonsten siehe beim Link zu den Straßen.

## Geschichte

### Name
Die Stapelfeldtstraße wurde nach dem Direktor der Werft AG Weser Franz Stapelfeldt (1877–1954) benannt. Er führte die Werft von 1915 bis 1944.

### Entwicklung
Das Lindenhof-Viertel war ein typisches Arbeiterviertel für die Beschäftigten der AG Weser und der Häfen. Der Ortsteil mit heute (2019) rund 8000 Einwohnern hat sich durch den Zuzug von Gastarbeitern und anderen Einwanderern seit den 1960er Jahren zu einem multikulturellen Ortsteil entwickelt.
Die Schließung der AG Weser von 1983 war ein einschneidendes Ereignis für den Stadtteil Gröpelingen und für Bremen. 1999 wurde die Fatih-Moschee errichtet, die größte Moschee Bremens. Seit Beginn des 21. Jahrhunderts wird der Ortsteil auch von Studenten und Künstlern als Wohnort bevorzugt.

### Verkehr

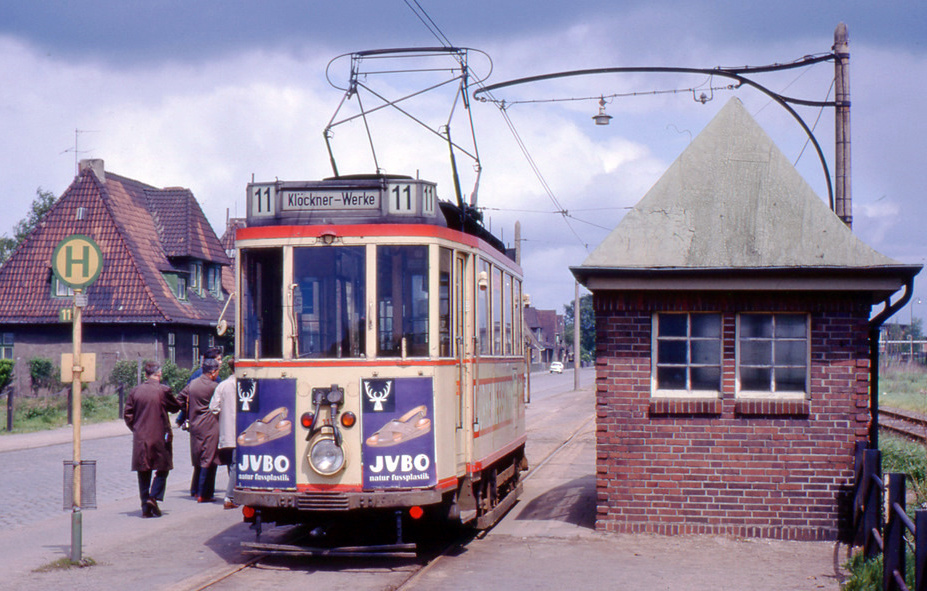
Endhaltestelle der eingleisigen Linie 11, Klöckner-Werke

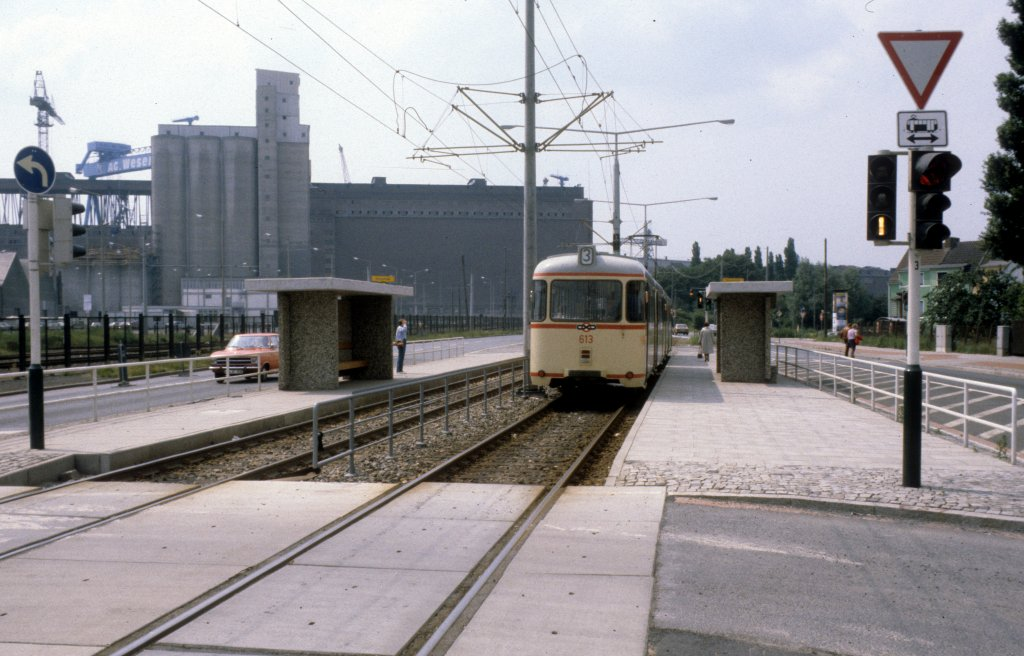
Linie 3, Haltestelle Goosestraße in der neuen Hafenrandstraße

1981 erfolgte ein Ausbau des Straßenzuges der so genannten Hafenrandstraße von Walle bis nach Oslebshausen. Die Straßenbahn verkehrt hier seitdem in der Straßenmitte. Zuvor führten die Schienen in Richtung Gröpelingen durch angrenzende schmale Wohnstraßen.
Im Bremer Westen wurde 1921 oder 1924 die Linie 3 bis zur AG Weser (heute: Haltestelle Use Akschen) verlängert und 1945/49 bis zur heutigen Endstation Debstedter Straße/Depot. Die Straßenbahnlinie 11 verkehrte von 1926 bis 1970 von Gröpelingen (AG Weser und ab 1945/49 Depot) zur Norddeutsche Hütte (Klöckner-Werke).
Die Straßenbahn Bremen durchfährt mit der Linien 3 (Gröpelingen – Weserwehr) die Straße bis zur Endstation (Depot). Ab März 2019 wurde die Linie 5 neu eingerichtet (Bürgerpark – Überseestadt – Gröpelingen).
Im Nahverkehr in Bremen ist an der Debstedter Straße die Endstation der Straßenbahnlinien 2, 3, 5 und 10 und die Umsteigestation für die Buslinien 80/81 (Gröpelingen ↔ Industriehäfen), 82, 90 (Gröpelingen ↔ Neuenkirchen), 91/92 (Gröpelingen ↔ Rönnebeck), 93 (Gröpelingen ↔ Marßel) und 95 (Gröpelingen ↔ Bockhorn) sowie 660 (Bremen Hbf – Hagen) und 680 (Bremen – Wallhöfen).

## Gebäude und Anlagen
Erwähnenswerte Gebäude und Anlagen 

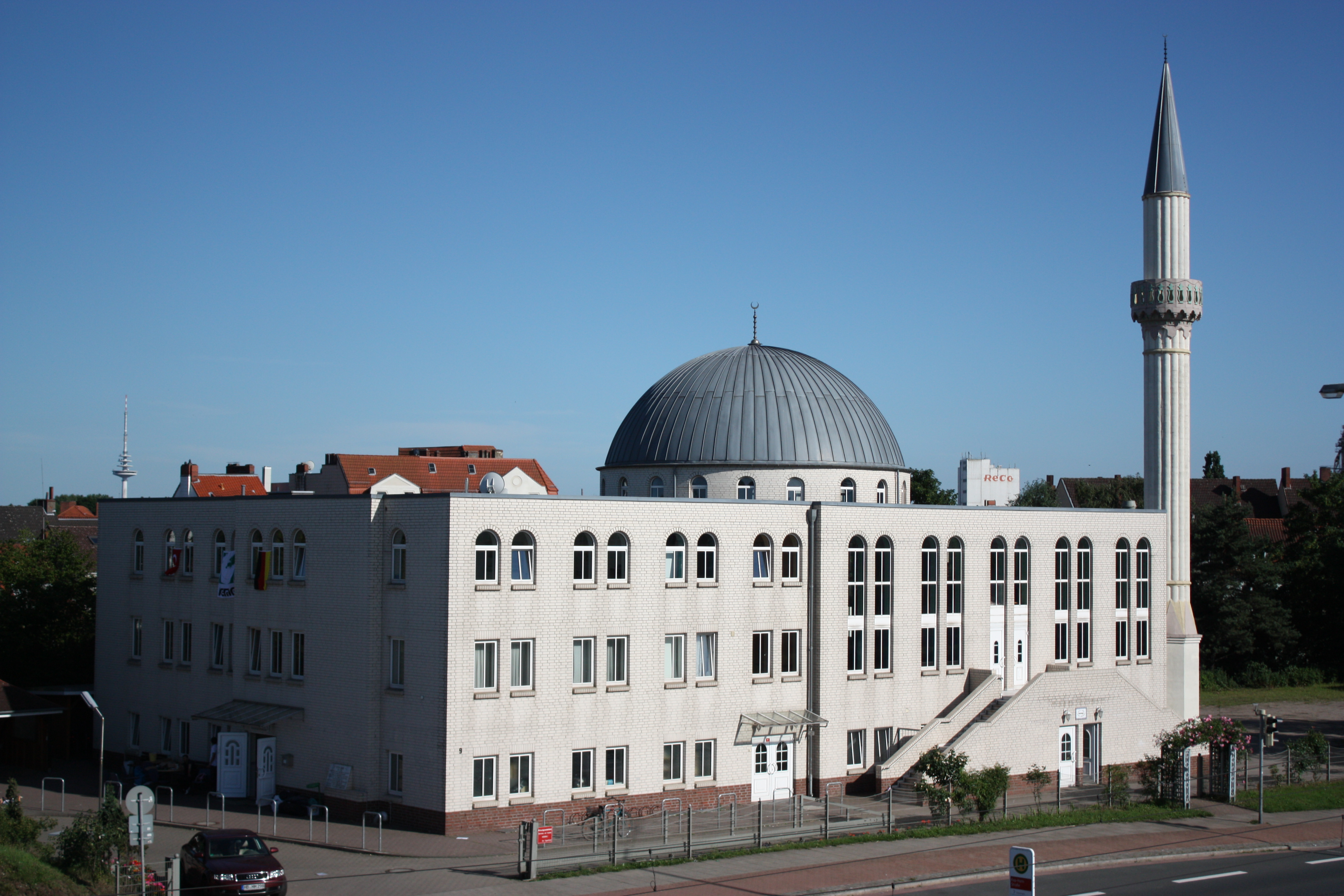
Fatih-Moschee (Bremen)

- Gohgräfenstraße Nr. 49: Polizeirevier Gröpelingen der Bremer Polizei
- Getreidestraße: Getreideverkehrsanlage mit dem 40 Meter hohen und 200 Meter langen Silo I mit einer Backsteinfassade von ab 1914 gebaut; seit 2006 unter Denkmalschutz.[1]
- AG-Weser-Straße Nr. 3: Einkaufszentrum Waterfront Bremen der ECE Projektmanagement sowie Multiplex-Kinocenter Cinespace mit 11 Kinosälen. Das Zentrum wurde Anfang der 1990er Jahre als Space Parkgebaut.
- Ehemaliges Verwaltungsgebäude der AG Weser von 1905
- Nr. 7: 2-gesch. neueres verklinkertes Büro- und Geschäftshaus mit Staffelgeschoss
- Nr. 9: 3-gesch. Gebäude der Fatih-Moschee von 1999, die als Gemeinde 1973 gegründet wurde. Nach mehrfachen Umzug baute sie hier und bietet Platz für ca. 1300 Gläubige.
- Fußgängerbrücke der Wegeverbindung Waltjenstraße zur Louis-Krages-Straße
- östliche Lärmschutzwand von der Fußgängerbrücke bis zur Havemannstraße
- Westseite: Güterbahngleise und Zaun
- Debstedter Straße: Endstation und Depot der Straßenbahnlinien 2, 3, 5 und 10; Umsteigestation für die Buslinien 80/81, 82, 90, 91/92, 93 und 95 sowie 660 und 680